# Kuna (ètnia)
Els Kuna o Guna són una ètnia ameríndia també anomenats dule, tule, o Gunadule (humans), que parla una de les llengües ístmiques de les llengües txibtxa. Es divideix en els grups chuana, San Blas, Coiba, Chukunake, Bayano, Maje-Paya-Pucuro i Caimanes. Una característica important que presenta aquest grup ètnic es la defensa de la seva cultura, identitat i unitat.
Encara que el poble kuna estigui format per diferents grups, es reconeixen com una única ètnia.

## Localització
El seu territori propi, o Dulenenga, ocupa les comarques de Kuna Yala, Madugandí i Wargandí, unes 360 illes a les províncies de Dairén i Colón (Panamà), i als resguardos indígenas de Arquía (Chocó) y Caimán Nuevo, Necoclí (Antioquia) a (Colòmbia).
Les comunitats que formen Kuna Yala van des del Nord-Oest al Sur-Oest del país, des de punta de San Blas fins a Puerto Obaldía limitant amb Colòmbia. D'aquesta manera, les comunitats Kuna es reparteixen de la següent manera: la majoria en el arxipèlag de San Blas, una minoria en els marges alts del Rio Chucunaque i Rio Bayano i un nombre molt reduït a la vora del Rio Tuira. Així les illes i costes son de preferència pels indígenes de San Blas, mentre que les vores dels rius pels indigenes de Darién.
També n'hi ha molts a la ciutat de Panamà, treballant al Canal.
Segons el cens del 2010, hi havia 80.526 kuna a Panamà i 1.719 a Colòmbia.

## Costums
Són baixets (154 cm), braquicèfals i pateixen cert albinisme. Els homes duen vistoses plomes d'ocells o fibres de bejuco, anells d'or a les orelles, i les dones una faldilla molt curta.

Mapa de Panamà amb la situació dels territoris indígenes

Són polígams, de costums severes i llençaven al riu els fills il·legítims. Creuen en Pava (Déu pare), i tenen una cultura teocràtica. Antigament els càrrecs més importants eren el cacique, el lelé (bruixot), el camotura (músic) i l’urunia (general). Ballaven el guayacan, on els homes i les dones dansaven al voltant del tocador del camó (flauta) i després en parella.
Vivien en bohios per a 20 o 30 persones a les peties illes, Comerciaven amb cocos i peix a canvi d'arròs, sucre, sal i carn. Elaboren mozas (teixits), i es divideixen en comunitats dirigides pel sayla (alcalde-capellà) escollit per votació directa, i amb un onmaketnega (Congrés) on discuteixen els afers. Els voceros (agutzils) i argars (policies) ajudaven al sayla.
Kuna Yala funciona com una Federació de Comunitats, i és dirigida per un Congreso Nacional Kuna, format per tots els sayla, quatre representants per comunitat i alguns independents amb prestigi. Es reuneix cada sis mesos i hi mana una terna de tres càrrecs. El 1992 eren Leónidas Valdés Kantule, Henrique Guerrero i Armando González. Gilberto Arias era el cap del sector cultural.
També hi ha tres barris kuna a la ciutat de Panamà (Kuna Nega, Koskuna i Abya Yala/Arraijan) i un a Colón (on hi viuen 600 kuna). A Panamà també funciona l'Asociación Kuna Nega, amb el butlletí Dule Nega, on es refà l'organització kuna. Endemés, el govern panameny hi nomena un Intendent General, que el 1990 era el kuna Arcadio Bonilla.

## Organitzacions kuna
El Grupo Pemasky, de Guillermo Archibol, pretenen la conservació de la natura en els principis del desenvolupament. Consideren que la selva és una reserva natural i que no es pot vendre o explotar sense permís kuna. L'autoabastiment és l'harmonia amb la natura, i no pas acumular riqueses.

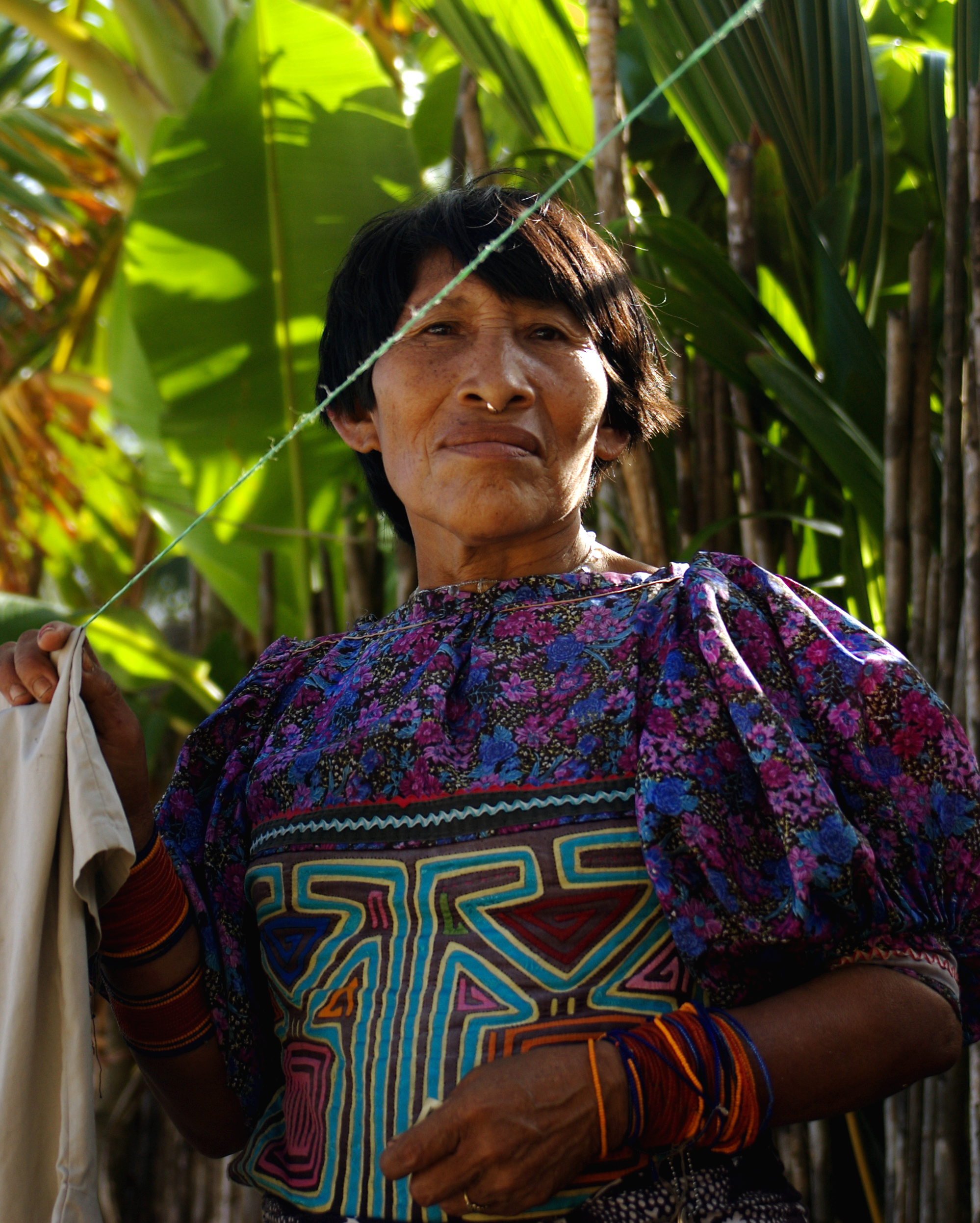
Dona kuna amb vestimenta tradicional

El Consejo General de Cultura Kuna, d'Iguayokiler Ferrer, creat per Ibeorgun, qui considerà que els kuna són una nació, amb influència comunista. Darrerament ha aparegut tres noves organitzacions:
També hi ha un Comité Permanente de Resistencia Indígena, format pels kuna i guaymí de Panamà, amb un programa polític indigenista. També és important l'Asociación de Estudiantes Kuna Universitarios, (hi ha uns 300) d'Evelio Pérez, autor d'una història de la revolució tule del 1927, i que des del 1936 gaudeixen de beques universitàries. El novembre del 1990 van redactar un manifest antinordamericà.
Més radical és la Unión de la Juventud Duiren (nom d'un heroi precolombí), per tal de desenvolupar la cultura kuna, dirigit per Achukara.

## Història
No foren evangelitzats fins al 1909 pel pare Gasot.
El 1925 es revoltaren dirigits pel nord-americà Richard O. Marsch, a causa de la prohibició de la duleyaga (llengua dels kuna), provocant la mort de 21 policies i 50 presoners. Marsch pretenia incorporar el país kuna al govern dels EUA, però finalment fou fet presoner i expulsat.
El 1927 esclatà una nova revolta dirigida per Iguaibiliginya o Nele Kantule (1868-1944), qui havia estudiat la cultura occidental i havia fundat algunes escoles, amb Iguadinuidikinya (1892-1979) i Colman. Aconseguiran un govern autònom i reoganitzar el turisme contra els waga (blancs). Tanmateix, fins al Llei 16 del 1953 no s'organitzarà la Comarca Autònoma de San Blas com a reserva kuna. El 1958 Guillermo Hayans recollí els Serkans ikala (Cants de difunts).
Durant el mandat d'Omar Torrijos, el kuna Arcadio Martínez fou diputat pel PRD (considerà Torrijos amic dels kuna), i repetí amb Noriega. I des dels 70, el capellà i poeta Aiban Wagua, membre del Consell Mundial Indi, convida a rebutjar la cultura occidental.
El 1992 el Congreso Nacional Kuna va condemnar la participació panamenya en el V Centenari. Nombrosos kuna foren detinguts per pintar de vermell el teatre Núñez de Balboa (Panamà), i Oswaldo de León Kantule Achukara aconseguí que la Biblioteca del Descubrimiento passés a anomenar-se Biblioteca de la Historia.
Els diputats indígenes al parlament panamenc el 1992 eren el kuna Alcíbiades Alvarado (DCP), amb el vistiplau del Congreso Nacional Kuna, i el guaymí Ricardo Pérez Colman, per la comarca de Chiriquí. Proposen fer una Constitució de la Llei Fonamental Kuna (70 articles), i que Kuna Yala sigui el nom oficial del territori, educació bilingüe i que l'autoritat resideixi en el Congreso Nacional Kuna i no pas en el Gran Cacic, així com legalitat jurídica per a les cerimònies i medicines kuna.